# Joseph François Parrocel
Pour les articles homonymes, voir Parrocel.
Joseph François Parrocel né à Avignon en  décembre 1704 et mort à Paris le 14 décembre 1781 est un peintre et graveur français.

## Biographie
Issu d'une famille d'artistes, Joseph François Parrocel est né à Avignon et baptisé le 3 décembre 1704. Il est le fils de Pierre Parrocel qui lui enseigne la peinture et de Marie Anne de Seisson. Il se marie d'abord avec Françoise Lemarchand puis avec une Anglaise, Christine Edwige Ally. Il a quatre filles, Jeanne-Françoise (1734-1829), Marie, Thérèse (1745-1835) et Jeannette (1747-1832), qui feront toutes de la peinture. Il peint essentiellement des scènes de bataille.

## Œuvres
- Avignon, musée Calvet :
  - Combat de cavalerie ;
  - fonds de dessins.
- Paris, École nationale supérieure des beaux-arts : 
  - Moissonneuse endormie, plume, encre brune, lavis gris, rehauts de blanc au pinceau, 11,8 × 19,3 cm[3],[4] ;
  - Allégorie de l'Intelligence, plume et encre noire, graphite et lavis gris sur papier, 18,6 × 19 cm[5],[4] ;
  - La Prédication de saint Jean-Baptiste, plume et encre noire, lavis gris sur papier beige, 18,1 × 24,9 cm[6],[4] ;
  - La Multiplication des pains, plume et encre brune sur esquisse à la pierre noire sur papier vergé beige, 15,4 × 25,5 cm[7],[4] ;
  - Assemblée dans un paysage, plume et encre brune sur esquisse à la pierre noire sur papier vergé beige, 15,6 × 25,2 cm[8],[4] ;
  - Feuille d'études : quatre mains et une tête de putto, pierre noire et craie blanche sur papier gris, 21,4 × 26,6 cm[9],[4].
- Versailles, château de Versailles :
  - Combat de Melle, 9 juillet 1745[10] ;
  - 'Siège de la ville d'Oudenarde, 17 juillet 1745[11] ;
  - Siège de la ville de Namur, septembre 1746[12].

Peintures de Joseph François Parrocel
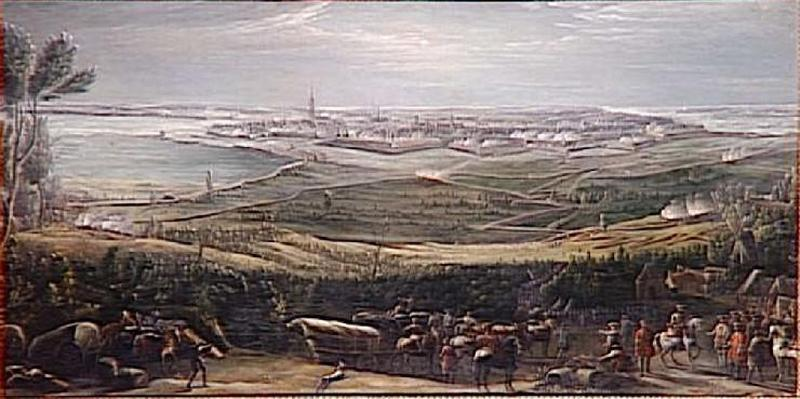
Siège d'Oudenarde, château de Versailles.
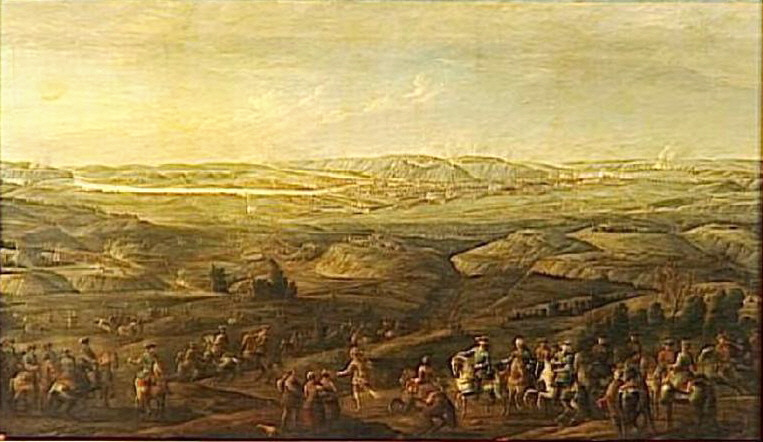
Siège de Namur, château de Versailles.
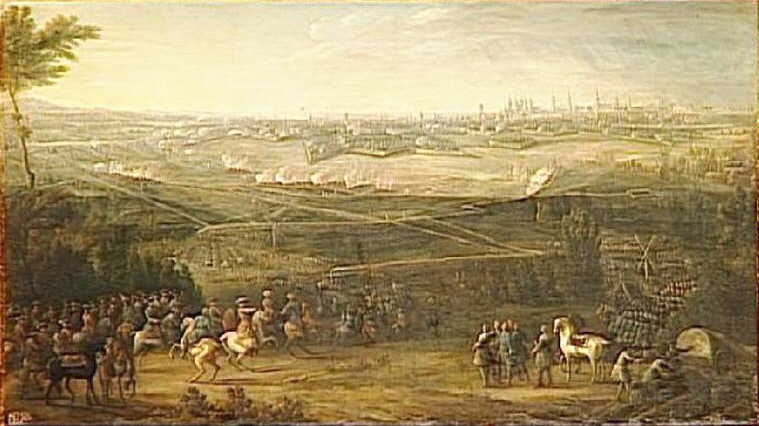
Siège de Tournay-Camp de la rive droite de l'Escaut, Paris, hôtel de Beauvau.
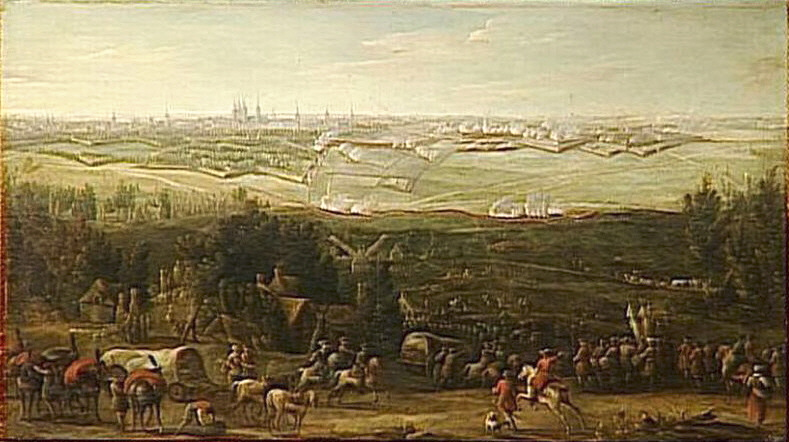
Siège de Tournay-Camp de la rive gauche de l'Escaut, Paris, hôtel de Beauvau.

Dessins de Joseph François Parrocel
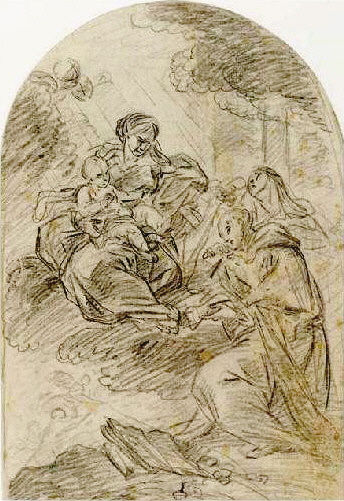
La Vierge et l'enfant adorés par deux saints, Dijon, musée Magnin.
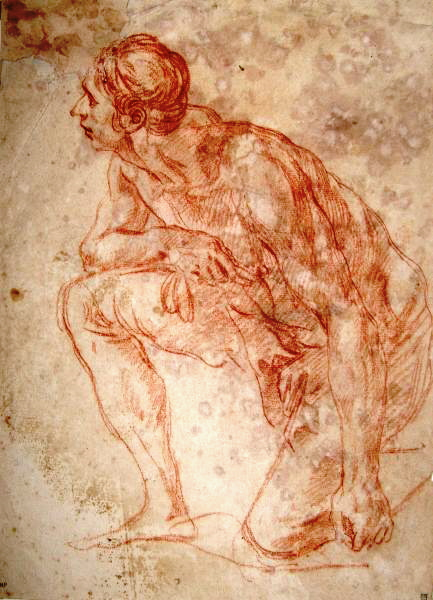
Homme agenouillé, Avignon, musée Calvet.
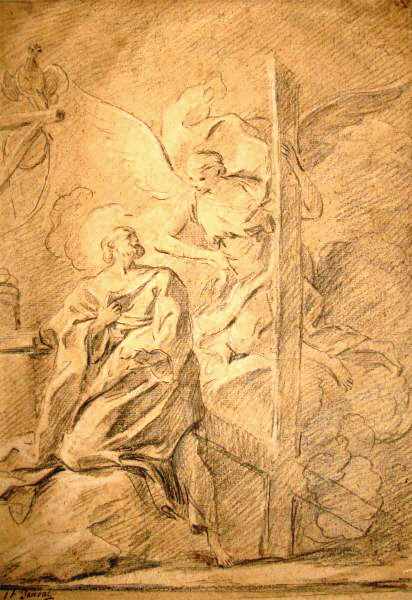
Saint Pierre, Avignon, musée Calvet.